# هاربرایپرینگز (میشیگان)
هاربرایپرینگز، میشیگان (به انگلیسی: Harbor Springs, Michigan) یک شهر در ایالات متحده آمریکا با جمعیت ۱٬۱۹۴ نفر است که در میشیگان واقع شده‌است.

## موقعیت جغرافیایی
موقعیت جغرافیایی شهرها و مناطق اطراف به شرح زیر است:

## نگارخانه

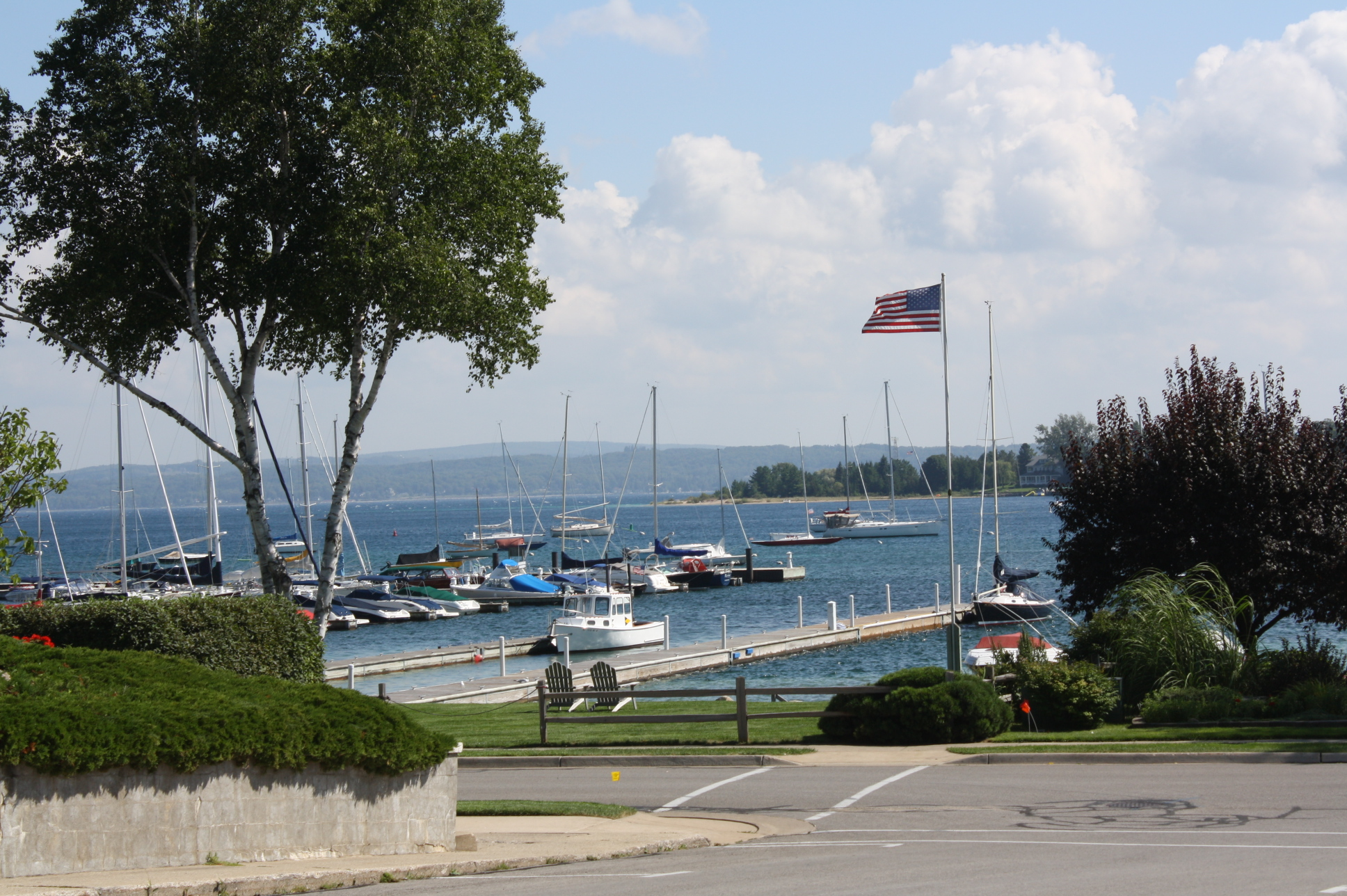
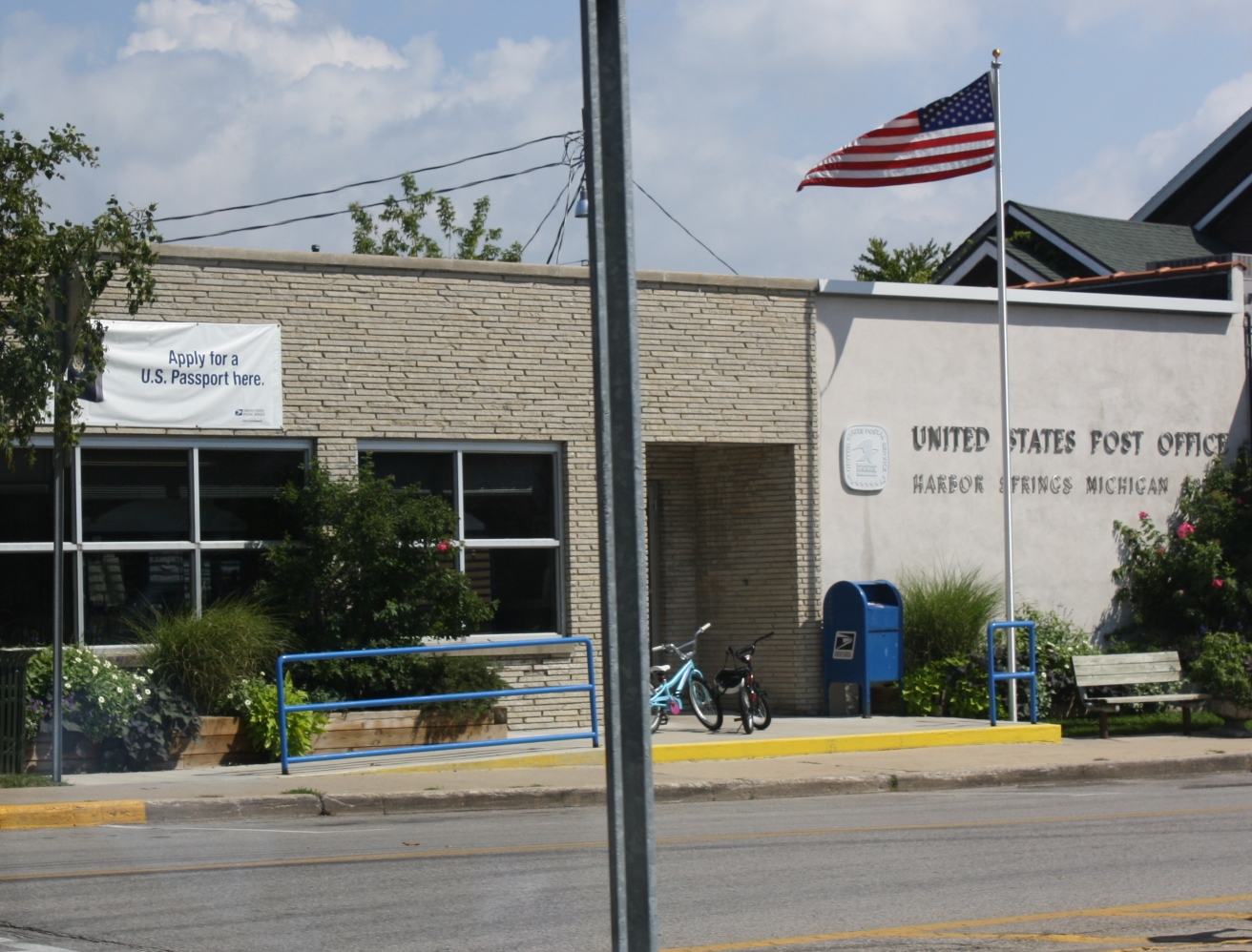
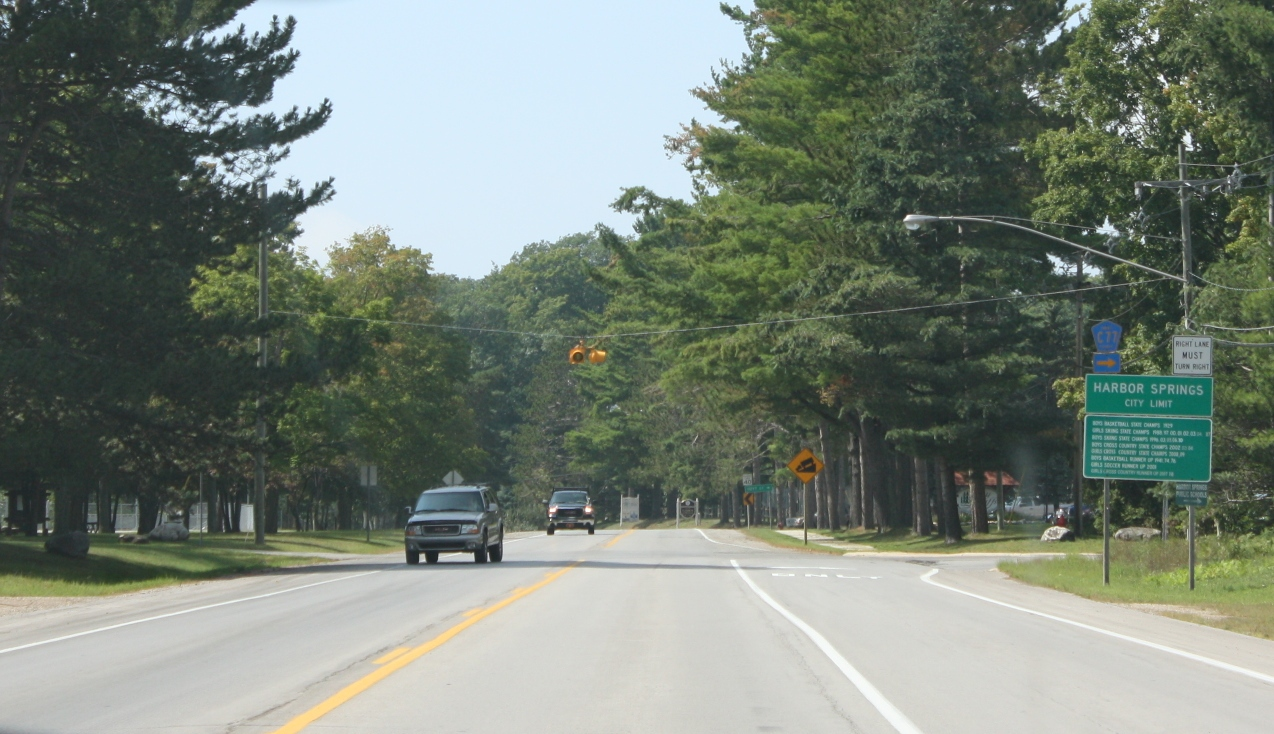
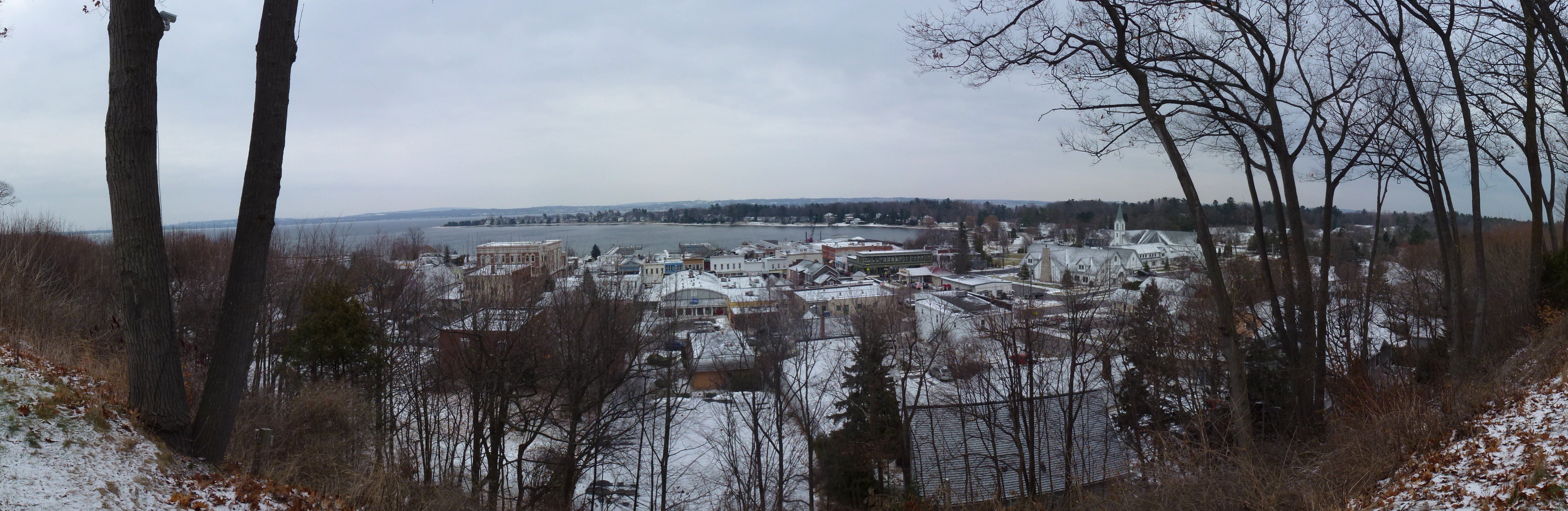